# 1775 год в науке
В 1775 году произошли различные научные и технологические события, некоторые из которых представлены ниже.

## События
- Испанец Хуан Мануэль де Аяла (исп. Juan Manuel de Ayala) открыл залив Сан-Франциско и остров Алькатрас.
- Лондонский часовщик Александр Каммингс разработал водяной затвор (англ. water closet) для унитаза, решавший проблему неприятных запахов, и получил на это устройство патент.

## Награды и премии
- Медаль Копли присуждена английскому астроному Невилу Маскелайну.

## Родились
- 20 января — Андре-Мари Ампер, французский физик, математик и естествоиспытатель, член Парижской Академии наук (1814). Член многих академий наук, в частности иностранный] почётный член Петербургской Академии наук (1830).
- 28 февраля — Василий Григорьевич Анастасевич — русский библиограф, издатель и переводчик.
- 3 мая — Август Бекю, медик, профессор Виленского университета.

## Скончались
- 8 января — Джон Баскервиль, английский каллиграфист и печатник (род. 1706).